# Disney Cinemagic

Il logo utilizzato da Disney Cinemagic in Regno Unito da marzo 2006 a settembre 2007

Disney Cinemagic è stato un canale satellitare europeo per le famiglie.
Disney Cinemagic trasmetteva prime TV dei film Disney, dai grandi classici ai moderni maggiormente di produzione Walt Disney ogni giorno, ed inoltre archivi dei cartoni classici Topolino & Co., serie animate come Lilo & Stitch, Personaggi scarabocchio, House of Mouse - Il Topoclub, Timon & Pumbaa principalmente che prendono spunto dai film Disney sono anche trasmessi, e occasionalmente dietro le quinte e documentari sui film.
Il canale in versioni localizzate, nei paesi in cui viene distribuito, ha rimpiazzato le versioni locali di Toon Disney, ed inoltre una versione in alta definizione è stata lanciata in vari mercati.

## Versioni internazionali

### Versioni non più attive

#### Germania
In Germania, Disney Cinemagic inizia a trasmettere il 4 luglio 2009 alle ore 12:00 con il film Toy Story 2, al posto di Toon Disney sulla piattaforma satellitare Sky Deutschland, mentre sulle TV via cavo, per motivi contrattuali, Toon Disney continuerà a trasmettere fino al 15 aprile 2010, quando Disney Cinemagic lo sostituirà definitivamente. Lo stesso giorno di lancio del canale parte anche la versione in HD. Ha terminato le trasmissioni il 30 settembre 2019, ponendo fine al brand.

#### Portogallo
In Portogallo il canale arriva il 1º ottobre 2008 sia su cavo che satellite. Una versione simulcast HD nasce a gennaio 2009. Tuttavia il canale chiude i battenti il 1º novembre 2012 lasciando il posto a Disney Junior. Analogamente a come accade in Italia, dal 1º dicembre 2012 il canale viene riproposto sotto forma di contenitore su Disney Channel.

#### Regno Unito e Irlanda
Il Regno Unito fu il primo paese a ricevere Disney Cinemagic, il 16 marzo 2006, e sostituì Toon Disney, cessato lo stesso giorno. È disponibile come canale premium o nel pacchetto Cinema. Il canale aveva anche il servizio di Timeshift (canale che trasmetteva la programmazione un'ora dopo) Disney Cinemagic +1. Disney Channel (e +1) e Playhouse Disney, precedentemente canali premium, passarono così da canali nel pacchetto base. Finché la versione del canale era l'unica in Europa, essa possedeva un altro logo, che però venne cambiato il 3 settembre 2007 (giorno del lancio francese).
Il canale era disponibile sulla piattaforma satellitare Sky Digital, su quella via cavo Virgin Media e sull'IPTV Tiscali TV. Una versione del canale in HD nasce il 1º dicembre 2008. Cessa le trasmissioni il 28 marzo 2013 per lasciare spazio al nuovo canale Sky Movies Disney (ora Sky Cinema Disney), attivo fino al 31 dicembre 2020.

#### Spagna
In Spagna il canale arriva il 1º luglio 2008 sostituendo anche qui Toon Disney su varie piattaforme di TV via cavo, ma non sul satellite dove cessa senza sostituzione per falliti accordi.
Il canale aveva anche una versione timeshift Disney Cinemagic +1. Disney Channel e Playhouse Disney da quel giorno passarono da pacchetto premium a pacchetto base, ed inoltre Disney Channel passa in chiaro sul digitale terrestre, rendendolo di fatto il primo Disney Channel al mondo ad essere ricevuto gratuitamente. Il 1º giugno 2010 viene lanciata la versione simulcast in alta definizione. Il 1º gennaio 2015 cessa definitivamente le sue trasmissioni. Dal 22 dicembre 2017 la programmazione dei film Disney viene riproposta dal nuovo canale Movistar Disney fino al 31 marzo 2020, quando il canale chiuderà per lasciare spazio a un nuovo canale televisivo basato sul servizio streaming Disney+.

#### Francia
Il 3 settembre 2007 Disney Cinemagic sbarca anche in Francia sulla piattaforma satellitare CANALSAT, e sul cavo Numericable (incluso Disney Cinemagic +1) come canale del pacchetto Famiglia. Anche qui ha sostituito Toon Disney (cessato tre giorni prima). Con questo cambio Disney Channel e Playhouse Disney sono entrate dal 1º settembre 2007 nel pacchetto base, dato che in precedenza erano stati disponibili solo nel pacchetto Famiglia.
La versione in HD del canale in Francia nasce a novembre 2007, ed è stato il primo canale Disney ad essere in HD nel mondo. L'8 aprile 2015 il canale viene trasformato in Disney Cinema e, come avviene con la controparte inglese Sky Cinema Disney, trasmette esclusivamente film, fino alla sua chiusura il 31 marzo 2020.

#### Italia
Il 3 dicembre 2011 Disney Cinemagic arriva in Italia sotto forma di contenitore ogni fine settimana sul canale Sky Cinema Family. Il blocco viene poi definitivamente soppresso il 30 giugno 2019.

## Curiosità
In una maniera molto simile a quanto accade nel Regno Unito con Sky Cinema Disney, in Australia la piattaforma satellitare Foxtel  gestiva un canale tematico molto simile a Disney Cinemagic, chiamato Foxtel Movies Disney. Il canale, come avviene con Sky Cinema Disney nel Regno Unito e con Disney Cinema in Francia, trasmetteva esclusivamente film, ma il 7 novembre 2019, Foxtel ha perso i diritti sulla programmazione dei film Disney in favore del nuovo servizio streaming Disney+, causando la chiusura del canale.